# 1969年美國聯盟冠軍賽
1969年美國聯盟冠軍賽是美國職棒大聯盟史上第1屆美國聯盟冠軍賽，該系列賽採5戰3勝制。由美聯東區冠軍巴爾的摩金鶯對決美聯西區冠軍明尼蘇達雙城，最後是由金鶯3連勝橫掃雙城晉級世界大賽。

## 概要

### 巴爾的摩金鶯 對 明尼蘇達雙城
巴爾的摩以3勝0負贏得系列賽
| 場次 | 客隊 | 比分            | 主隊 | 日期    | 球場         | 觀眾人數 |
| ---- | ---- | --------------- | ---- | ------- | ------------ | -------- |
| 1    | 雙城 | 3：4 (延長12局) | 金鶯 | 10月4日 | 紀念體育場   | 39324    |
| 2    | 雙城 | 0：1 (延長11局) | 金鶯 | 10月5日 | 紀念體育場   | 41704    |
| 3    | 金鶯 | 11：2           | 雙城 | 10月6日 | 大都會體育場 | 32735    |

## 逐場戰況

### 第一場
10月4日，巴爾的摩，紀念體育場
| 明尼蘇達雙城 | 0 | 0 | 0 | 0 | 1 | 0 | 2 | 0 | 0 | 0 | 0 | 0 | 3 | 4  | 2 |
| 巴爾的摩金鶯 | 0 | 0 | 0 | 1 | 1 | 0 | 0 | 0 | 1 | 0 | 0 | 1 | 4 | 10 | 1 |
| 勝投： Dick Hall（1–0） 敗投： Ron Perranoski（0–1） 全壘打： 雙城：湯尼·奧利瓦（7上,2分） 金鶯：法蘭克·羅賓森（4下,1分）、馬克·貝朗格（5下,1分）、布格·波威爾（9下,1分） |   |   |   |   |   |   |   |   |   |   |   |   |   |    |   |

這場比賽由法蘭克·羅賓森在4局下的陽春砲吹響進攻號角。不過雙城隊在5局上很快追平比數，而金鶯隊在5局下靠著馬克·貝朗格的陽春砲讓球隊再次取得領先。
7局上，湯尼·奧利瓦擊出逆轉比分的2分砲。不過金鶯隊在第9局靠著首名打者布格·波威爾的陽春砲追平比數。
14局下，Belanger擊出安打上壘，並靠著兩顆滾地球推進到三壘。最後保羅·布萊爾擊出再見安打，金鶯隊以4比3拿下首戰勝利。

### 第二場
10月5日，巴爾的摩，紀念體育場
| 明尼蘇達雙城                                           | 0 | 0 | 0 | 0 | 0 | 0 | 0 | 0 | 0 | 0 | 0 | 0 | 3 | 1 |
| 巴爾的摩金鶯                                           | 0 | 0 | 0 | 0 | 0 | 0 | 0 | 0 | 0 | 0 | 1 | 1 | 8 | 0 |
| 勝投： 戴夫·麥克奈利（1–0） 敗投： Dave Boswell（0–1） |   |   |   |   |   |   |   |   |   |   |   |   |   |   |

這場比賽兩隊的先發投手表現都非常出色，雙城隊的Dave Boswell先發前10局都沒有失分，但是金鶯隊的先發投手戴夫·麥克奈利表現更狂，先發11局送出11次三振只被敲出3支安打。
11局下，Boswell在兩出局一二壘有人的情況下退場。結果接替的投手Ron Perranoski一上場就被Curt Motton敲出再見安打。最後金鶯隊連續2場比賽都打到延長賽，但是最後都靠著再見安打贏球。

### 第三場
10月6日，布魯明頓，大都會體育場
| 巴爾的摩金鶯                                                                                      | 0 | 3 | 0 | 2 | 0 | 1 | 0 | 2 | 3 | 11 | 18 | 0 |
| 明尼蘇達雙城                                                                                      | 1 | 0 | 0 | 0 | 1 | 0 | 0 | 0 | 0 | 2  | 10 | 2 |
| 勝投： 吉姆·帕爾默（1–0） 敗投： Bob Miller（0–1） 全壘打： 金鶯：保羅·布萊爾（8上,2分） 雙城：無 |   |   |   |   |   |   |   |   |   |    |    |   |

連輸兩場的雙城隊，雖然在第一局就得到分數，不過先發投手Bob Miller在第2局就出現狀況掉了3分。接替的投手也沒能維持分數差距，第一場敲出再見安打的保羅·布萊爾更是在8局上敲出2分砲，一棒擊沉雙城隊。
金鶯隊的先發投手吉姆·帕爾默完投9局雖然被敲出10支安打，不過都力保不失分，最後拿下完封勝。金鶯隊也成功橫掃雙城隊晉級世界大賽。

## 外部連結
- 1969 ALCS at Baseball-Reference（页面存档备份，存于）